# Martinskapelle (Boswil)

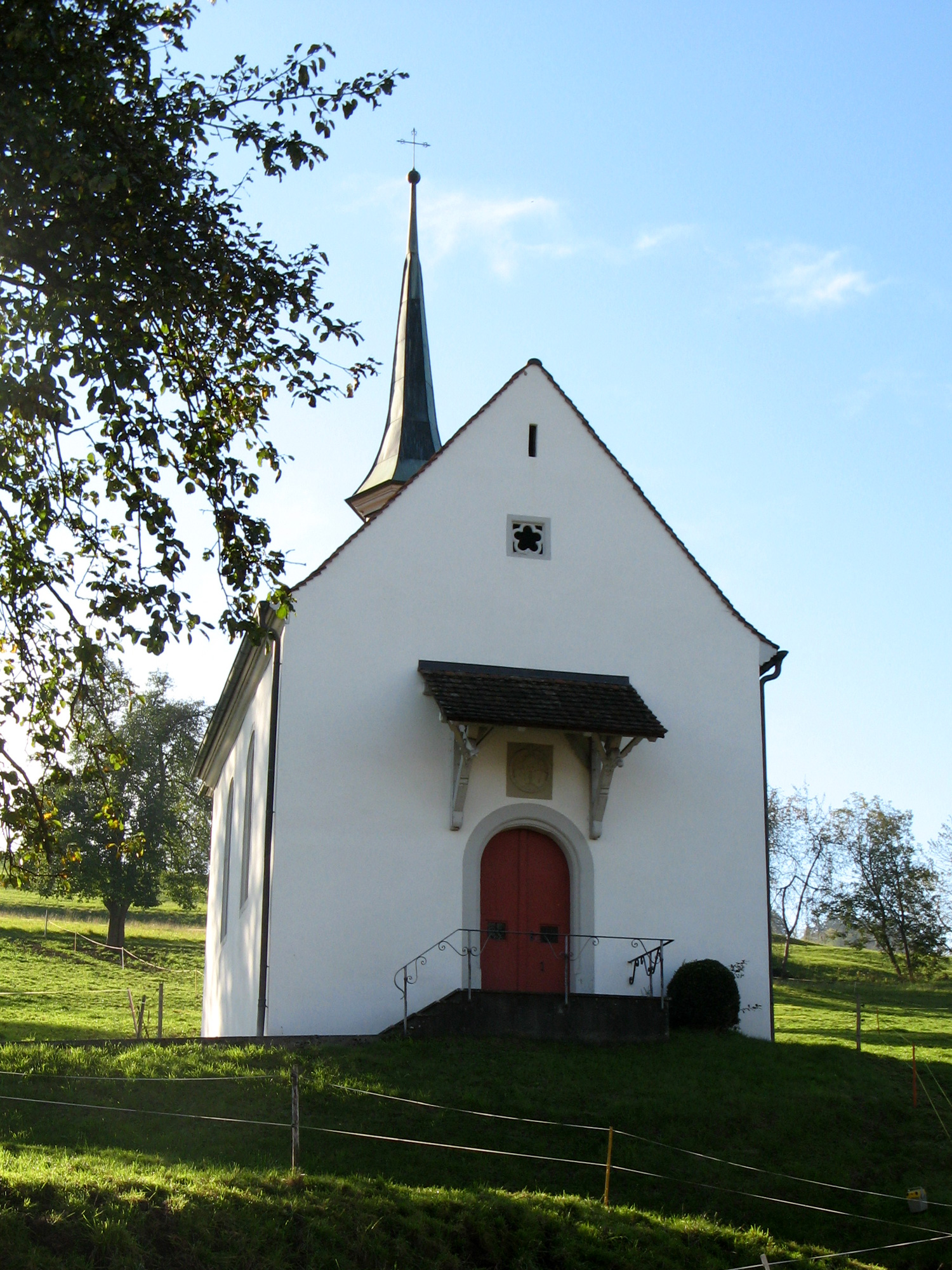
Martinskapelle

Die Martinskapelle ist eine römisch-katholische Kapelle in Boswil im Kanton Aargau. Sie befindet sich oberhalb des Dorfes an der Strasse nach Kallern und steht unter Denkmalschutz.
Die Kapelle entstand im 10. oder 11. Jahrhundert auf den Fundamenten eines römischen Wohnkomplexes. Graf Otto II. von Habsburg schenkte sie im Jahr 1110 dem Kloster Muri. In Abgrenzung zur Boswiler Pfarrkirche, die erst 1483 in den Besitz des Klosters gelangte, trug sie die Bezeichnung «obere Kirche». Nachdem sie 1567 umgebaut worden war, errichtete der Zuger Steinmetz Wolfgang Müller sie im Jahr 1670 vollständig neu. 1752 erhielt die Kapelle einen Altar, der in der Klosterkirche nicht mehr benötigt wurde. Renovationen erfolgten in den Jahren 1884, 1908 und 1963.
Die schlicht gestaltete Kapelle ist westwärts gegen den Hang gerichtet. Zwischen dem 9 × 5,5 m grossen Kirchenschiff und dem 3 × 4,5 m grossen, schwach eingezogenen Chor ragt ein Türmchen empor. Das von einem Vordach geschützte Portal besitzt einen Rundbogen mit dem Wappen von Abt Fridolin Summerer darüber. Ein weiteres Wappen des Abtes ist an der Decke am Übergang vom Schiff zum Chor zu finden. Das Retabel des Altars ist ein Werk des Zuger Bildhauers Johann Baptist Wickart, das Altarbild stellt den Heiligen Martin von Tours dar. Neben den Säulen der Ädikula stehen zwei Bildnisse der Heiligen Antonius Eremita und Wendelin. Das hölzerne Antependium stammt von Caspar Wolf.

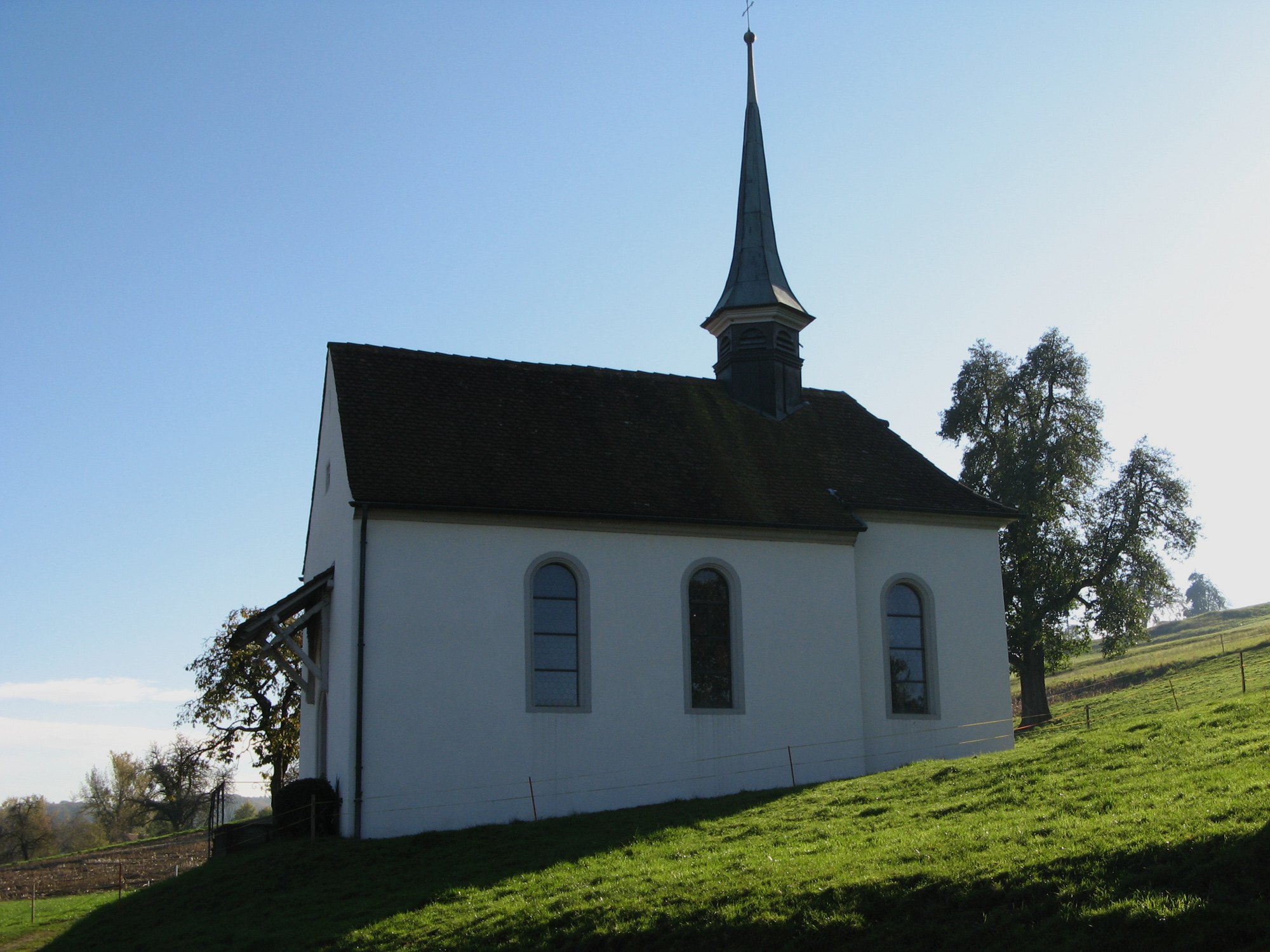
Blick von der Nordseite
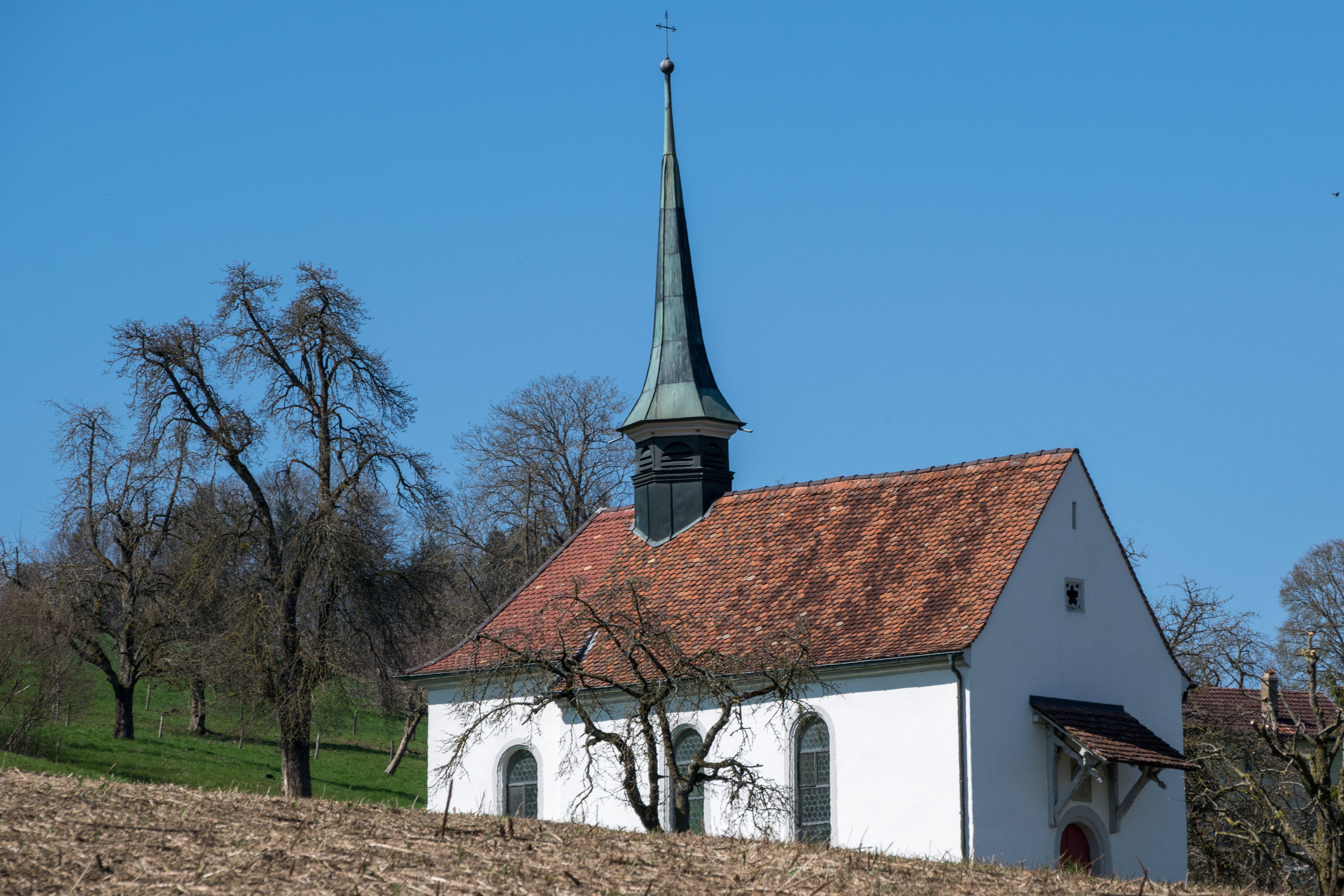
Blick von der Südseite